# Нова-Весь-Церпке
Нова-Весь-Церпке (пол. Nowa Wieś Cierpkie) — остановочный пункт в солецтво Нова-Весь в гмине Пасленк, в Варминьско-Мазурском воеводстве Польши. Имеет 1 платформу и 1 путь.
Остановочный пункт на железнодорожной линии на железнодорожной линии Богачево — Ольштын, построен в 1882 году.